# Erdemli
Erdemli ist eine Stadtgemeinde (Belediye) im gleichnamigen Ilçe (Landkreis) der Provinz Mersin in der türkischen Mittelmeerregion und gleichzeitig ein Stadtbezirk der 1993 gebildeten Büyükşehir belediyesi Mersin (Großstadtgemeinde/Metropolprovinz). Seit der Gebietsreform ab 2013 ist die Gemeinde flächenmäßig deckungsgleich mit dem Landkreis. Die im Stadtlogo manifestierte Jahreszahl (1954) dürfte ein Hinweis auf das Jahr der Erhebung zur Stadtgemeinde (Belediye) sein.

## Geografie
Erdemli liegt im Zentrum der Provinz und grenzt im Westen an Silifke, im Norden an die Provinz Karaman sowie im Osten an Mezitli und Toroslar, beides jetzt auch Stadtbezirke der Provinzhauptstadt Mersin. Die Stadt selbst liegt direkt am Mittelmeer an der Küstenstraße D 400 (Europastraße 90). Der Alatafluss fließt direkt durch die Stadt ins Mittelmeer. 62 Prozent des Landkreises sind Waldgebiet und 17 Prozent werden landwirtschaftlich genutzt.

## Verwaltung
Der Landkreis Erdemli wurde am 1. Juni 1954 durch das Gesetz Nr. 6325 aus Teilen des Zentralen Landkreises (Merkez Ilçe) und des Kreises Silifke gebildet und zwar:
- der Nahiye Elvanli aus dem Merkez Kaza (Nahiye Elvanli mit allen 22 Ortschaften (Mevkiler))
- der Merkez Nahiye aus dem Silifke Kaza (27 Ortschaften aus den Nahiye Yağda, Kırobası und Merkez)

Die namensgebende, neue Kreisstadt kam aus dem Nahiye Yağda im Kaza Silifke und hatte zur Volkszählung 1955 5.215 Einwohner (der Kreis Erdemli mit 49 Orten: 32.676 Einw.).
(Bis) Ende 2012 bestand der Landkreis neben der Kreisstadt aus zehn Stadtgemeinden (Belediye) mit insgesamt 47 Mahalle (Einwohnerstand: 31. Dezember 2020):
- Arpaçbahşiş (6.010)
- Ayaş (2.203)
- Çeşmeli (4.375)

- Esenpınar (1.664)
- Kargıpınarı (11.923)
- Kızkalesi (1.687)
- Kocahasanlı (5.459)
- Kumkuyu (2.806)
- Limonlu (3.475)
- Tömük (10.907 Einw.)

Ihre Mahalles wurden verschmolzen und ebenso wie die zu Mahalles herabgestuften 49 Dörfer (Köy) zu den zwölf unveränderten Mahalle der Kreisstadt hinzugefügt. Die Zahl der Mahalle stieg somit auf 71 (12+10+49). Den Mahalle stand und steht ein Muhtar als oberster Beamter vor.
Ende 2020 lebten durchschnittlich 2.036 Menschen in jedem Mahalle, Die bevölkerungsreichsten waren Ende 2012:
- Merkez Mah. (15.357)
- Akdeniz Mah. (13.576)
- Kargıpınarı Mah. (13.145)
- Alata Mah. (13.018)
- Tömük Mah. (11.273 Einw.)

Erdemli ist der Ort der antiken Siedlung Kalanthia. Im nordwestlichen Ortsteil Eski Erdemli (Alt-Erdemli) sind Reste einer frühbyzantinischen Basilika zu sehen. Im Noerwesten des Stadtgebiets liegen auf dem Hügel Çet Tepe die Ruinen eines spätrömischen Wirtschaftshofes.

## Sehenswertes
Im Landkreis Erdemli befinden sich mehrere archäologische Stätten:
- Korykos mit der See- und der Landburg sowie zahlreichen umliegenden Ruinen in der Region um Kızkalesi
- die antike Stadt Elaiussa Sebaste im heutigen Ayaş
- an der von Ayaş nach Norden führenden Straße die Ruinen von Kızılbağ, Hisarın, Çatıören, Emirzeli und Hacıömerli
- Siedlungen, zum Teil mit Kirchen, und Gräber in Şamlıgöl, Öküzlü, Batısandal, Yanıkhan, Köşkerli, Yapısıgüzel und Cambazlı
- die hellenistische Festungsruine Yeniyurt Kalesi
- die römische Villa rustica von Üçayaklı
- die Felsengräber von Adamkayalar
- der römisch-byzantinische Baukomplex von Akkale
- die antike Stadt Kanytelleis (Kanlıdivane) bei einer Doline

## Persönlichkeiten
- Mabel Matiz (* 1985), Sänger
- Fahri Ay (* 2005), Fußballspieler

## Fotografische Eindrücke aus Erdemli

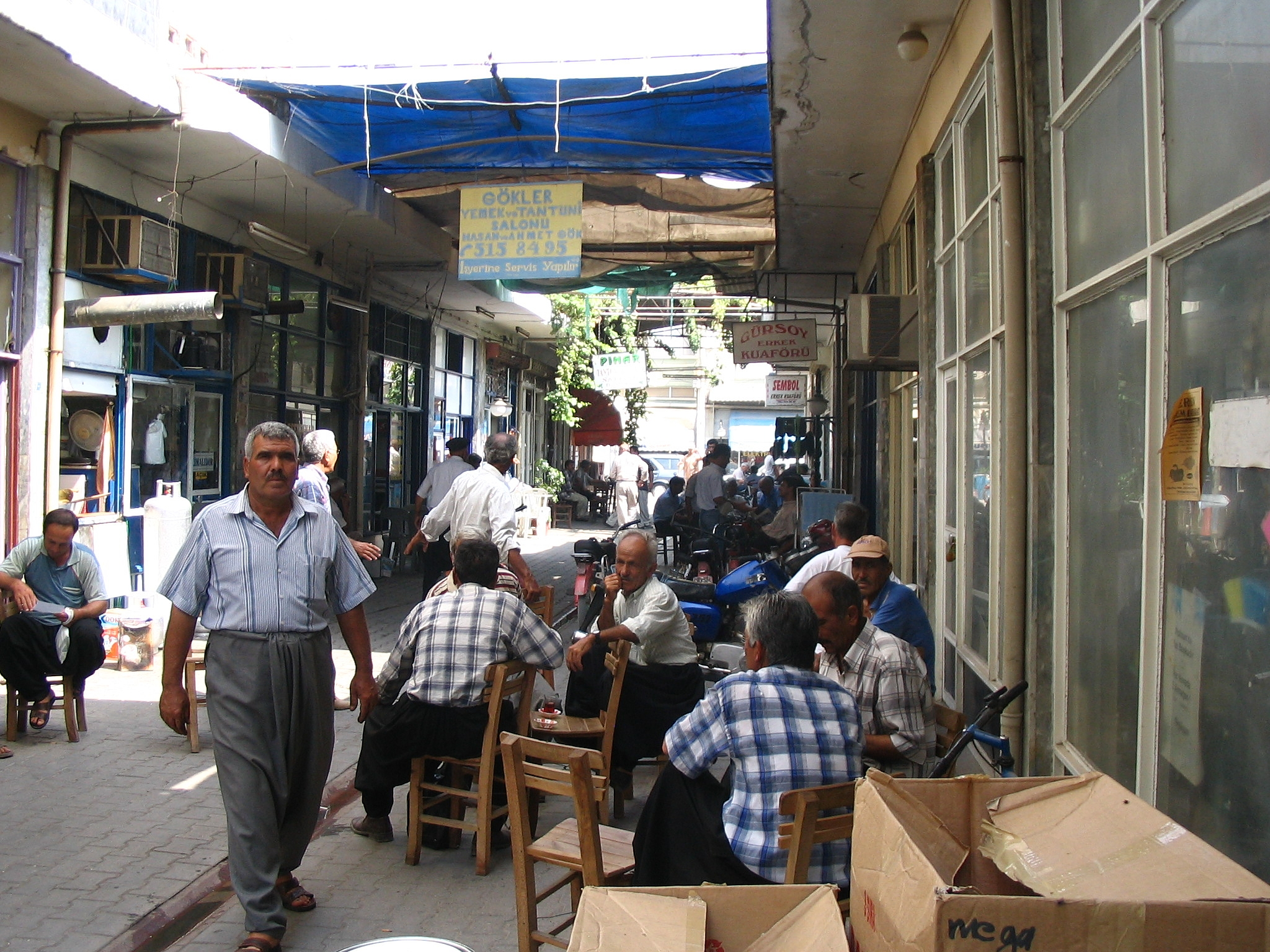
Seitenstraße in Erdemli
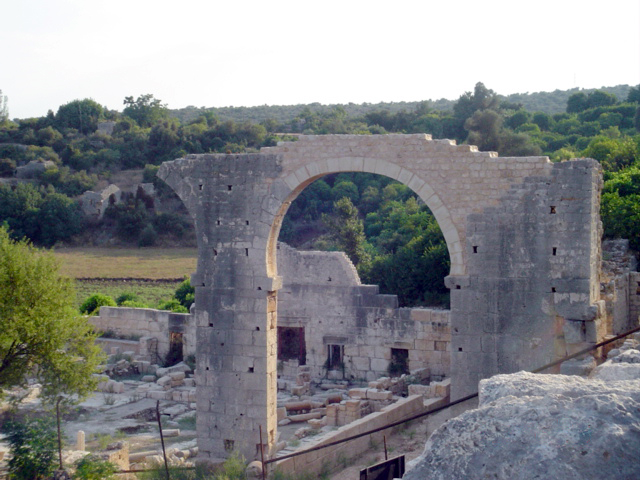
Ellaiussa Sebaste
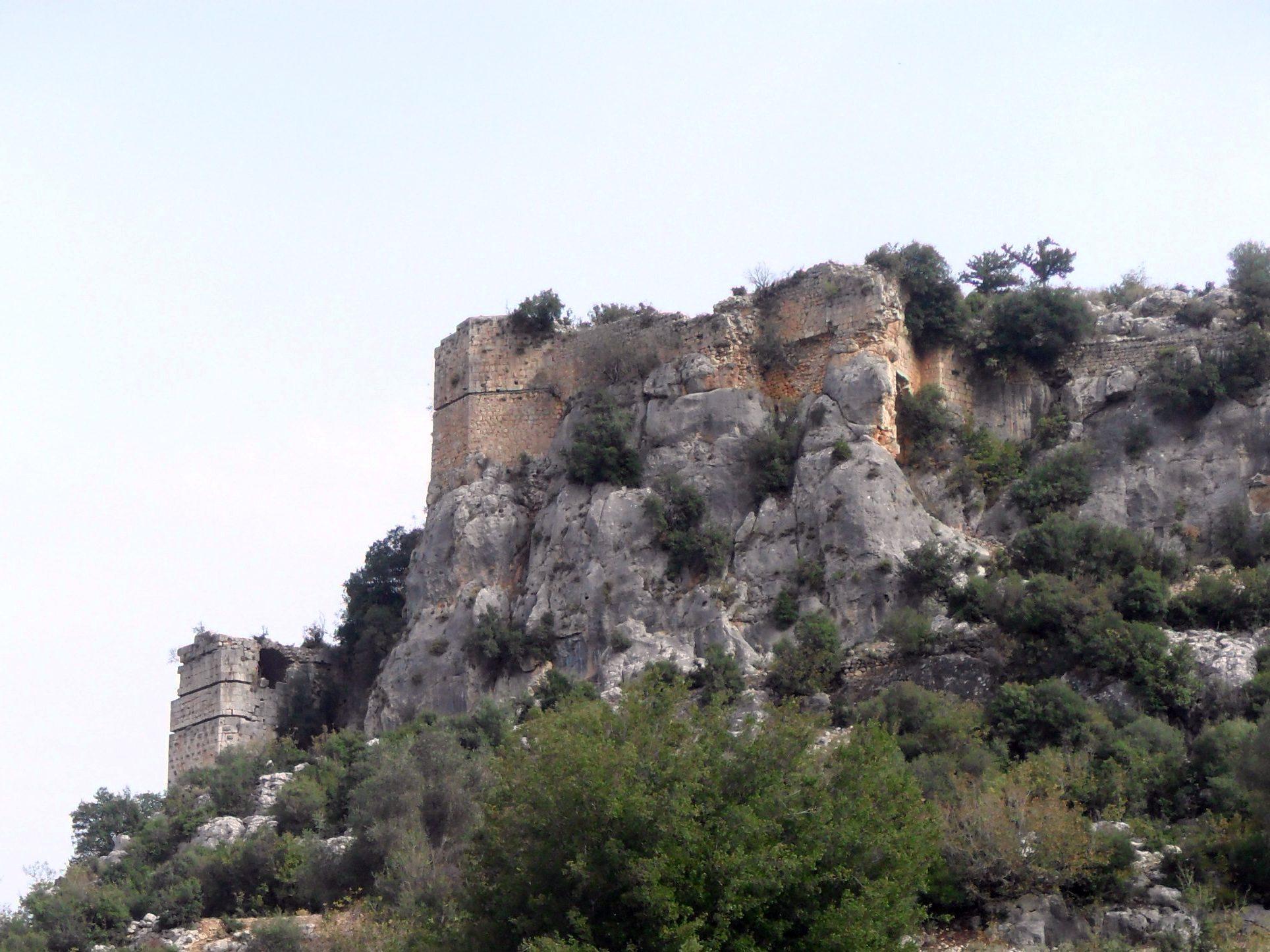
Burgruine Dağlı
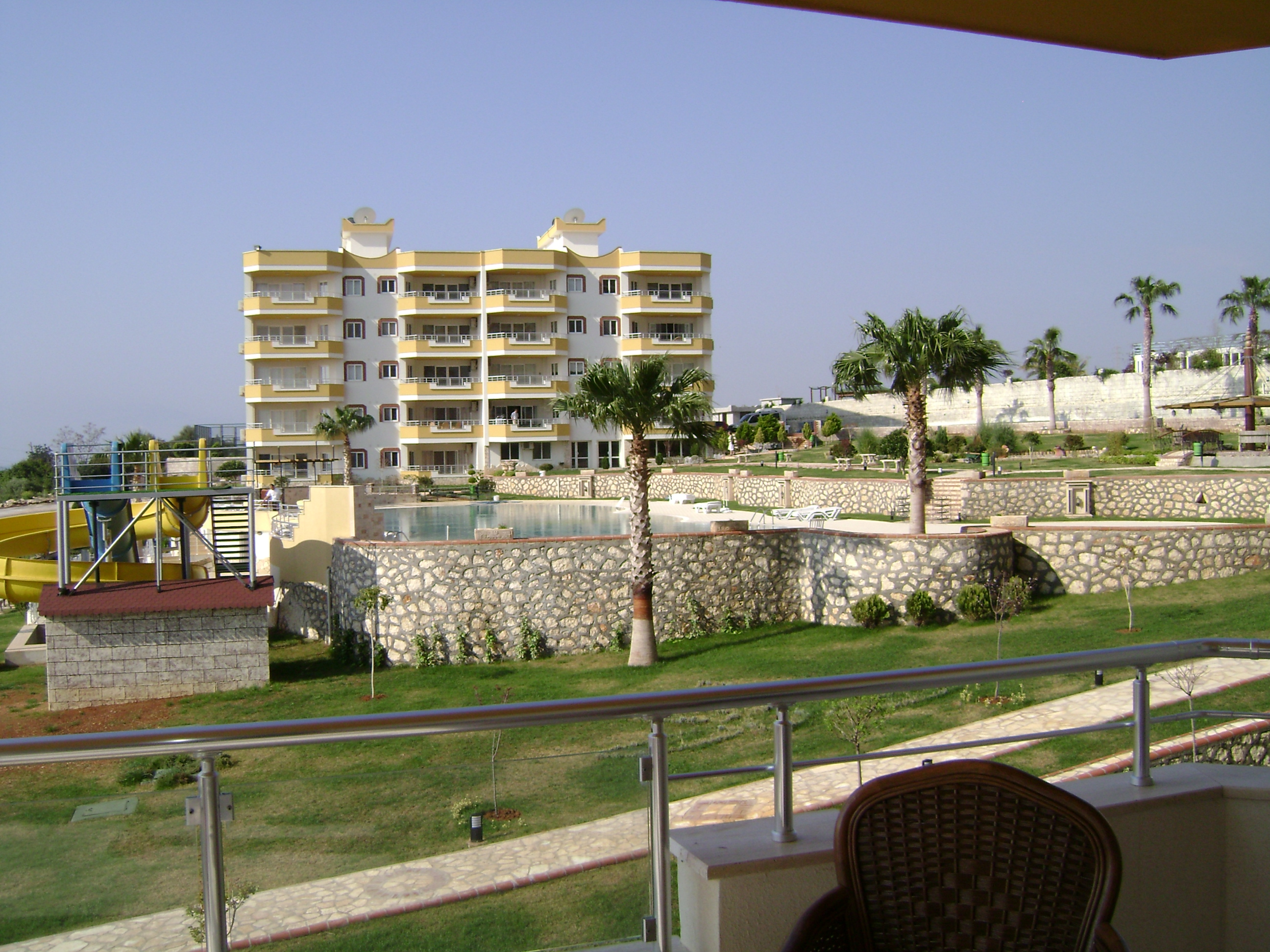
Ayaş
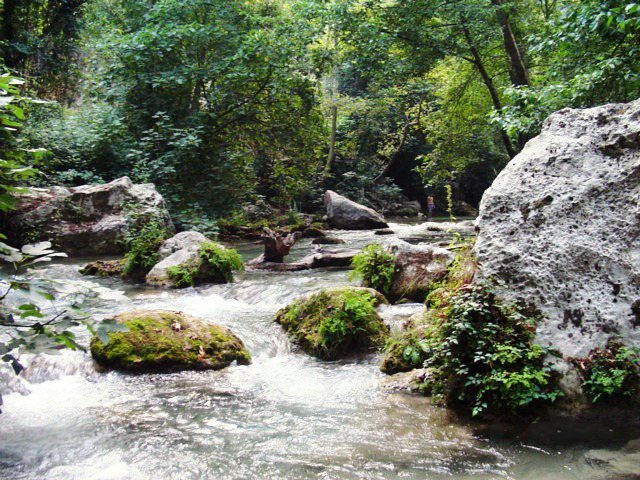
Kayaci-Tal